# Гравюра Фламмаріона

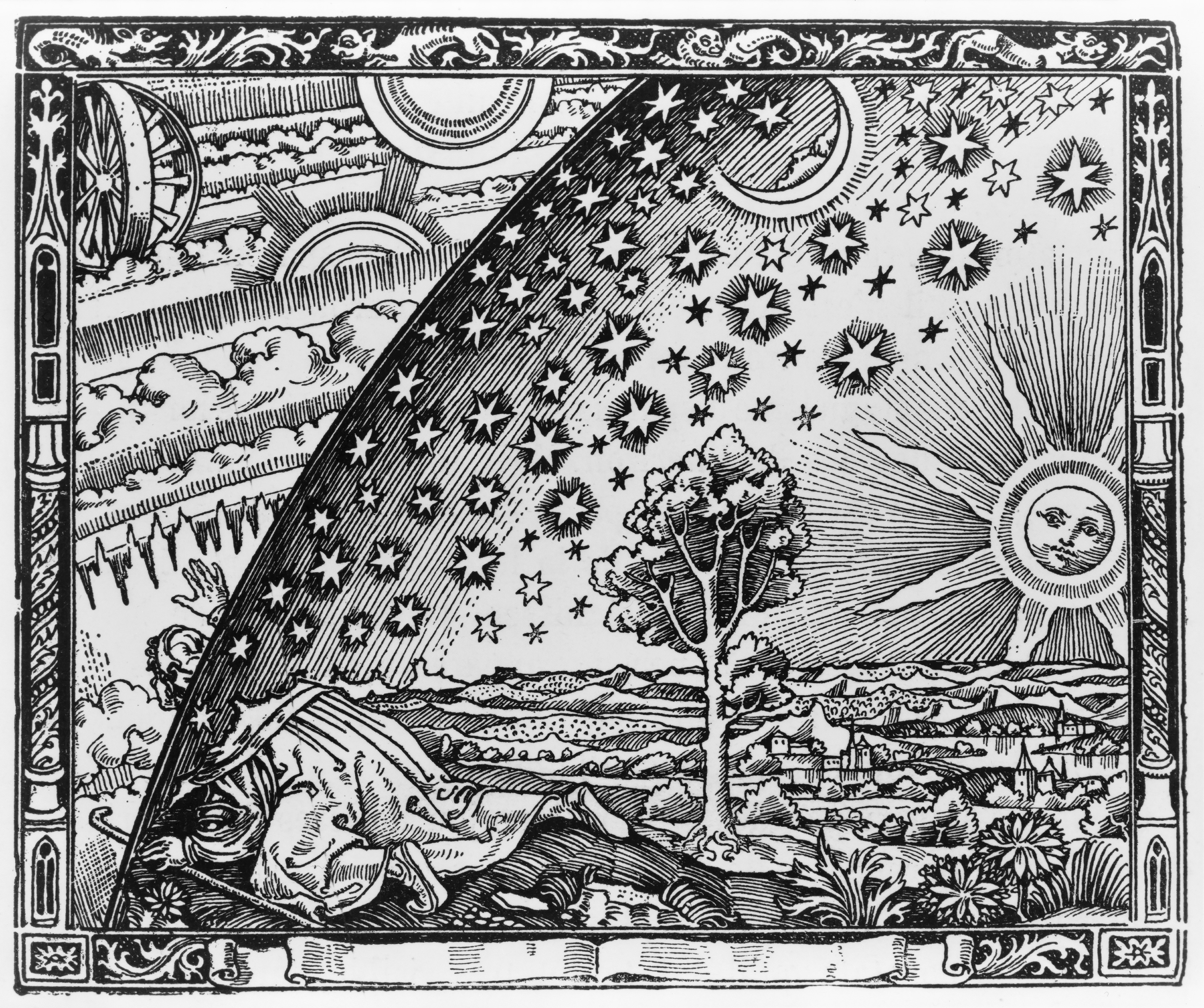
Гравюра Фламмаріона (Gravure sur bois de Flammarion)
Подорожній визирає за небесну твердь.

Гравюра Фламмаріона (фр. Gravure sur bois de Flammarion) — ритина невідомого автора, яка була вперше опублікована в книзі французького астронома, письменника-фантаста та популяризатора науки Каміля Фламмаріона «Атмосфера: популярна метеорологія» (фр. L'atmosphère: météorologie populaire), яка вийшла 1888 року. Її часто помилково вважають за приклад ксилографії. Цю гравюру часто використовують як образну ілюстрацію погляду на Всесвіт середньовічної науки, віри людей у пласку землю, існування краю світу та небесної тверді.

## Опис
На ритині зображений чоловік (можливо чернець), одягнений у довгу робу прочанина з патерицею в руці. Він, ставши навколішки, висунув голову з плечима й правицю за межі небосхилу з зірками, Сонцем і Місяцем. Він торкається землі і розглядає дивний ансамбль хмар, кіл і вогнів. Також за межами небозводу в лівому верхньому куті рисунка можна побачити, щось на кшталт «Божої колісниці» з видив пророка Єзекіїля у вигляді «колеса в колесі». Центральне місце ілюстрації посідає зображення дерева, яке дехто вважає каббалістичним деревом життя.
Підпис до ритини в оригінальній книзі Фламмаріона: 
Середньовічний місіонер показує, що він знайшов місце де земля зустрічається з небом... 
(фр. Un missionnaire du Moyen Âge raconte qu'il avait trouvé le point où le ciel et la Terre se touchent ...)

## Історія

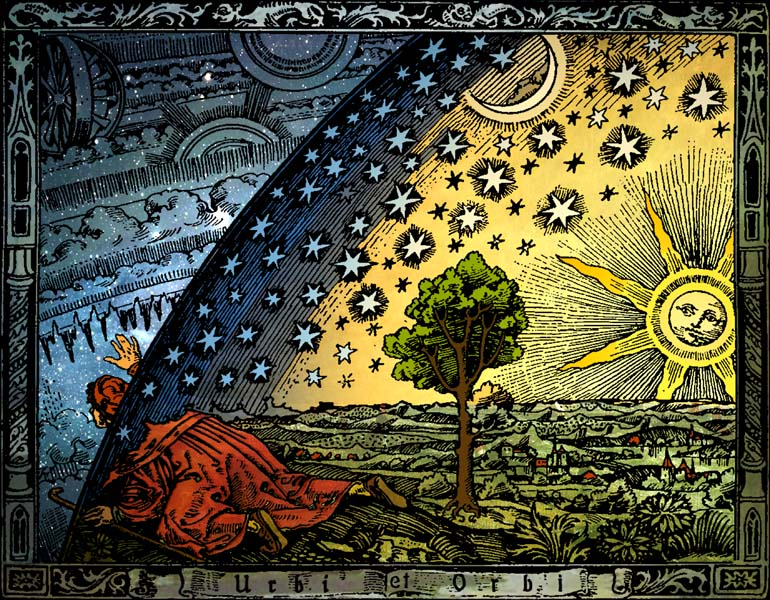
Гравюра, розфарбована Г'юґо Хайкенвельдером в 1998

1957 року астроном Ернст Ціммер висловив припущення, що це робота німецького художника епохи Відродження, але він не знайшов версії гравюри опубліковані раніше 1906 року. Дослідження показали, що в роботі є еклектичні поєднання художніх стилів різних історичних періодів, а також що вона виконана штихелем — інструментом що з'явився в кінці XVIII ст. Зображення в книзі Фламмеріона було знайдено астрофізиком і істориком німецької науки Артуром Біром в Кембриджі, і безвідносно до нього куратором відділу рідкісних книг цюрихської бібліотеки Бруно Вебером.
Фламмеріон у дванадцятирічному віці був учнем паризького гравера і можна припустити, що багато ілюстрацій у книзі зроблено за його малюнками і, можливо, під його особистим наглядом. Тому дуже ймовірно, що гравюра зроблена самим Фламмеріоном, хоча точних підтверджень цьому немає. Як і більшість зображень в книзі, вона не має опису. Дехто звинувачує Фламмеріона в підробці, але сам автор ніколи не характеризував цей витвір як середньовічний чи ренесансний, а помилкові уявлення про ритину з'явилися вже після смерті автора. Декоративний рамець навколо малюнку точно відноситься, і тільки обрізана версія зумовила плутанину про історичні витоки.
Згідно з Бруном Вебером і астрономом Джозефом Ешбруком, зображення небесної сфери, яка відділяє наш світ від деякої іншої реальності, схоже на ілюстрацію з книги Себастьяна Мюнстера «Космографія» (нім. Cosmographia) 1544 року, книгу яку Фламмеріон, будучи колекціонером рідкісних фоліантів, міг мати.

## Виноски
1. ↑  Каміль Фламмаріон в "Енциклопедії наукової фантастики" за редакцією Пітера Нікколза, Джона Клюта та Дейва Ленґфорда. Архів оригіналу за 9 травня 2017. Процитовано 24 травня 2017.
2. 1 2  http://gallica.bnf.fr/ark:/12148/bpt6k408619m/f4.image [Архівовано 10 березня 2016 у Wayback Machine.] L'atmosphère: météorologie populaire
3. ↑  http://www.istitutodatini.it/biblio/images/it/lazzer/munster/dida/dida2.htm [Архівовано 25 грудня 2014 у Wayback Machine.] Зображення з Cosmographia